# Giải vô địch bóng đá châu Âu 2012

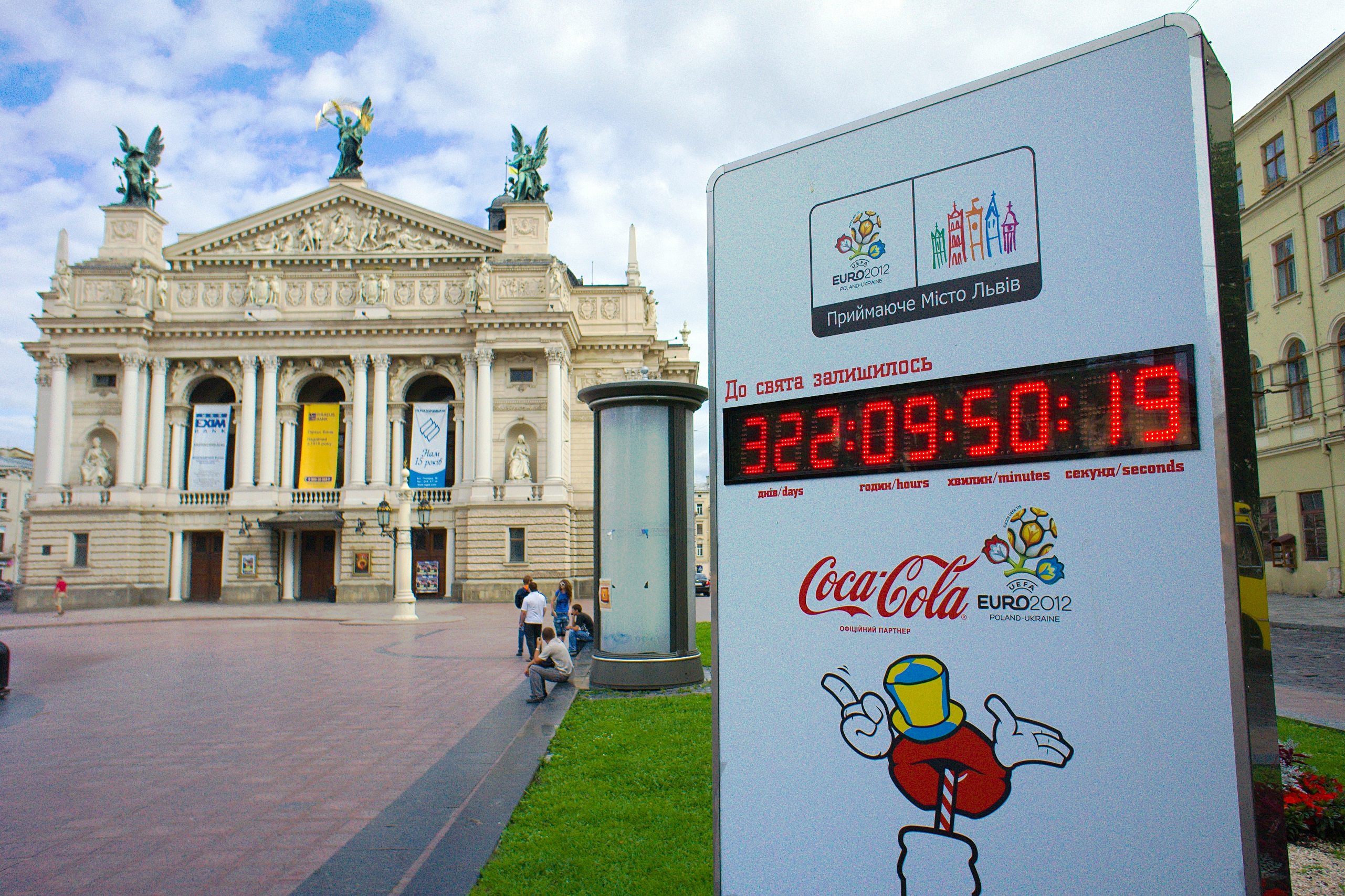
Đồng hồ đếm ngược đến ngày khai mạc (Lviv, Ukraina)

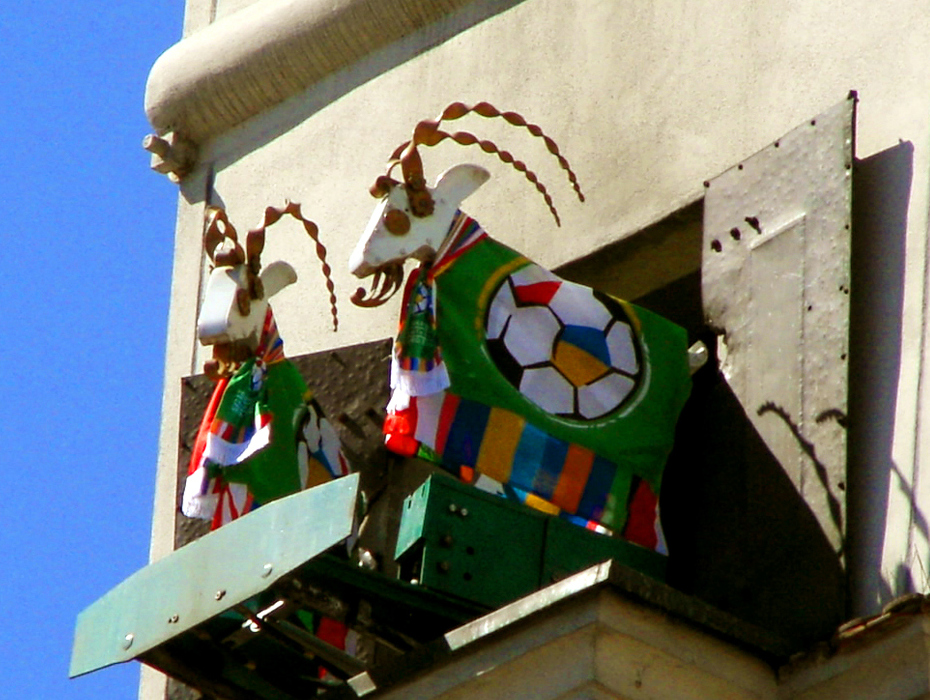
Những chú dê – biểu tượng của thành phố Poznan được trang trí bởi lá cờ Euro 2012

Giải vô địch bóng đá châu Âu 2012, hay còn gọi là UEFA Euro 2012) là Giải bóng đá vô địch châu Âu lần thứ 14, do Liên đoàn bóng đá châu Âu (UEFA) tổ chức. Vòng chung kết được tổ chức tại Ba Lan và Ukraina từ ngày 8 tháng 6 đến 1 tháng 7 năm 2012. Đây là lần đầu tiên hai quốc gia này đăng cai giải đấu sau khi được Ủy ban điều hành UEFA lựa chọn vào năm 2007. Đây cũng là kỳ Euro lần thứ 3 trong lịch sử và cũng là lần thứ 2 liên tiếp có hai quốc gia đồng đăng cai.
Đây cũng là mùa giải cuối cùng có 16 đội tuyển tranh tài. Từ Euro 2016 trở đi, vòng chung kết có 24 đội. Vòng sơ loại bao gồm 51 đội tuyển tham dự từ tháng 8 năm 2010 đến tháng 11 năm 2011. Giải được tổ chức tại 8 sân vận động, trong đó có 5 sân là được xây mới. Ngoài các sân vận động, hai nước chủ nhà còn đầu tư rất lớn vào việc cải thiện cơ sở hạ tầng, chẳng hạn như đường sắt và đường bộ, theo yêu cầu của UEFA.
Trận đấu mở màn của giải là trận hòa 1–1 giữa chủ nhà Ba Lan và Hy Lạp trên Sân vận động Quốc gia tại Warszawa vào ngày 8 tháng 6 còn trận đấu cuối cùng diễn ra trên sân vận động Olympic, Kyiv, Ukraina, nơi Tây Ban Nha đã có chiến thắng 4–0 trước Ý. Tây Ban Nha trở thành đội đầu tiên bảo vệ thành công chức vô địch châu Âu, và là đội tuyển châu Âu đầu tiên giành 3 danh hiệu lớn liên tiếp (trước đó là Euro 2008, World Cup 2010). Tuy vậy, do Tây Ban Nha đã được nhận một suất tham dự Cúp Liên đoàn các châu lục 2013 nhờ vô địch World Cup 2010 nên đội á quân Ý sẽ là đại diện cho UEFA tham dự giải đấu trên.
Đây cũng là lần thứ 2 liên tiếp (sau kỳ Euro 2008 tổ chức tại Áo và Thụy Sĩ) chứng kiến các đội tuyển chủ nhà không thể vượt qua vòng bảng.

## Cuộc đua giành quyền đăng cai
Ban đầu có 7 quốc gia tranh quyền đăng cai tổ chức chung kết Euro 2012 bao gồm: Croatia–Hungary, Hy Lạp, Ý, Ba Lan–Ukraina và Thổ Nhĩ Kỳ.
Ngày 8 tháng 11 năm 2005, UEFA rút ngắn xuống còn 3 lựa chọn:
1. Ý (11 phiếu bầu)
2. Croatia –  Hungary (9 phiếu bầu)
3. Ba Lan –  Ukraina (7 phiếu bầu)

Ngày 31 tháng 5 năm 2006, 3 ứng cử viên trên đã hoàn thành giai đoạn hồ sơ thứ hai trước khi UEFA tiến hành khảo sát thực trạng vào tháng 9. Dự kiến quyết định cuối cùng công bố vào ngày 8 tháng 12 năm 2006 tại Nyon đã bị hoãn lại nhằm tạo nhiều thời gian chuẩn bị hơn cho các bên tham gia giành quyền cai.
Sau cùng, Liên minh Ba Lan-Ukraina được lựa chọn sau cuộc bỏ phiếu của Ủy ban điều hành UEFA tại Cardiff vào ngày 18 tháng 4 năm 2007. Trong số các ứng cử viên khác, Ý là quốc gia giành nhiều lợi thế nhất. Tuy vậy, nước này lại thất bại bởi vụ bê bối tham nhũng trọng tài và những vấn đề rắc rối liên quan đến cổ động viên bóng đá  và Ba Lan-Ukraina đã vượt qua Croatia–Hungary để trở thành cặp đôi thứ 3 giành quyền đăng cai giải vô địch bóng đá châu Âu, sau Bỉ–Hà Lan (2000) và Áo–Thụy Sĩ (2008). Đây là một giải đấu có hai nước chủ nhà.

## Khẩu hiệu
"Creating History Together" là khẩu hiệu chính thức của Euro 2012 có nghĩa là "Cùng nhau tạo nên lịch sử" mang hàm ý hai quốc gia lần đầu tiên có vinh dự đăng cai ngày hội bóng đá lớn nhất lục địa già mong muốn tổ chức một kỳ Euro thành công.

## Các sân vận động
8 thành phố đã được UEFA lựa chọn làm địa điểm đăng cai giải đấu. Tương tự các lần tổ chức vào năm 1992, 1996 và 2008, các trận đấu của mỗi bảng được tổ chức tại hai sân vận động khác nhau. Không giống Donetsk và Kharkiv, hai thành phố được lựa chọn làm nơi đăng cai thay Dnipropetrovsk năm 2009, các thành phố chủ nhà như Warszawa, Gdańsk, Wrocław, Poznań, Kyiv và Lviv đều là các địa điểm du lịch nổi tiếng.

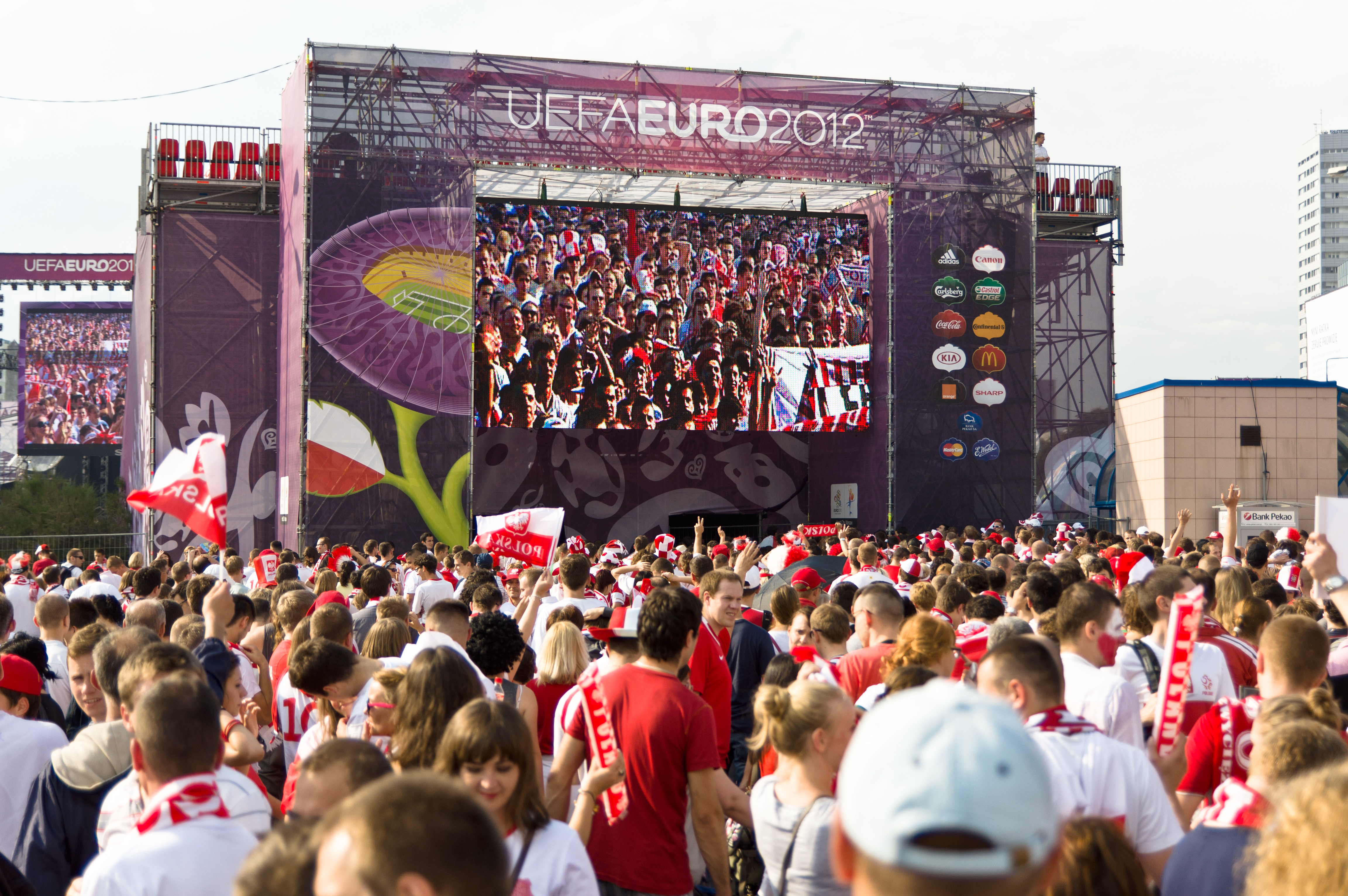
Fan zone công cộng tại Warszawa với những màn hình to chiếu trực tiếp các trận đấu

Để đáp ứng yêu cầu của UEFA đối với những cải thiện về cơ sở hạ tầng bóng đá, 5 sân vận động mới đã được xây dựng và mở cửa trước giải đấu, 3 sân vận động còn lại (ở Kiev, Poznań và Kharkiv) đã trải qua những sửa đổi lớn để đáp ứng được các tiêu chuẩn cơ sở hạ tầng của UEFA. 3 trong số các sân vận động kể trên đã được UEFA đánh giá rất cao về chất lượng. Hệ thống giao thông tại Ba Lan và Ukraina cũng được mở rộng theo yêu cầu của UEFA để đối phó với làn sóng lớn cổ động viên đổ về.
UEFA cũng tổ chức các khu vực dành riêng cho cổ động viên (fan zone) tại 8 thành phố chủ nhà ở vị trí nằm giữa trung tâm mỗi thành phố. 31 trận đấu được tường thuật trực tiếp trên các màn hình khổng lồ. Khu fan zone giúp người hâm mộ có thể cổ vũ trong một môi trường an toàn và có kiểm soát. Khu Fan Zone Warszawa có diện tích 120.000 m² và sức chứa lên đến 100.000 người. Tính tổng thể, các khu fan zone tại Euro 2012 có sức chứa tăng 20% so với Euro 2008.
| Ba Lan                             | Ba Lan                             | Ba Lan                         | Ba Lan                         |
| Warszawa                           | Wrocław                            | Gdańsk                         | Poznań                         |
| ---------------------------------- | ---------------------------------- | ------------------------------ | ------------------------------ |
| Sân vận động Quốc gia              | Sân vận động Wrocław               | PGE Arena                      | Sân vận động Miejski           |
| Sức chứa: 58.580                   | Sức chứa: 45.105                   | Sức chứa: 43.615               | Sức chứa: 43.269               |
|                                    |                                    |                                |                                |
| Ba Lan WarszawaGdańskPoznańWrocław | Ba Lan WarszawaGdańskPoznańWrocław | Ukraina KyivDonetskKharkivLviv | Ukraina KyivDonetskKharkivLviv |
| Ukraina                            |                                    |                                |                                |
| Kyiv                               | Donetsk                            | Kharkiv                        | Lviv                           |
| Sân vận động Olympic               | Donbass Arena                      | Sân vận động Metalist          | Arena Lviv                     |
| Sức chứa: 70.050                   | Sức chứa: 52.187                   | Sức chứa: 40.003               | Sức chứa: 34.915               |
|                                    |                                    |                                |                                |

### Trại đóng quân
Mỗi đội tuyển đều có một "trại đóng quân" là nơi luyện tập và cư trú của các cầu thủ trong suốt giải đấu. Từ một danh sách sơ bộ 38 địa điểm ban đầu (21 tại Ba Lan, 17 tại Ukraina), các liên đoàn bóng đá quốc gia đã lựa chọn địa điểm của họ trước khi tham dự Euro 2012. 13 đội đóng quân tại Ba Lan và 3 đội tại Ukraina.
| Đội tuyển        | Bắt đầu    | Trận cuối  | Trại đóng quân         | Địa điểm vòng bảng  | Địa điểm Tứ kết | Địa điểm Bán kết | Địa điểm Chung kết |
| ---------------- | ---------- | ---------- | ---------------------- | ------------------- | --------------- | ---------------- | ------------------ |
| Croatia          | 5 tháng 6  | 18 tháng 6 | Warka Gần Warszawa     | Gdańsk và Poznań    |                 |                  |                    |
| Cộng hòa Séc     | 3 tháng 6  | 21 tháng 6 | Wrocław                | Wrocław             | Warszawa        |                  |                    |
| Đan Mạch         | 4 tháng 6  | 17 tháng 6 | Kołobrzeg              | Kharkiv và Lviv     |                 |                  |                    |
| Anh              | 6 tháng 6  | 24 tháng 6 | Kraków                 | Kyiv và Donetsk     | Kyiv            |                  |                    |
| Pháp             | 6 tháng 6  | 23 tháng 6 | Donetsk                | Kyiv và Donetsk     | Donetsk         |                  |                    |
| Đức              | 3 tháng 6  | 28 tháng 6 | Gdańsk                 | Kharkiv và Lviv     | Gdańsk          | Warszawa         |                    |
| Hy Lạp           | 3 tháng 6  | 22 tháng 6 | Jachranka Gần Warszawa | Warszawa và Wrocław | Gdańsk          |                  |                    |
| Cộng hòa Ireland | 5 tháng 6  | 18 tháng 6 | Sopot Gần Gdańsk       | Gdańsk và Poznań    |                 |                  |                    |
| Ý                | 5 tháng 6  | 1 tháng 7  | Kraków                 | Gdańsk và Poznań    | Kyiv            | Warszawa         | Kyiv               |
| Hà Lan           | 4 tháng 6  | 17 tháng 6 | Kraków                 | Kharkiv             |                 |                  |                    |
| Ba Lan           | 28 tháng 5 | 16 tháng 6 | Warszawa               | Warszawa và Wrocław |                 |                  |                    |
| Bồ Đào Nha       | 4 tháng 6  | 27 tháng 6 | Opalenica Gần Poznań   | Kharkiv và Lviv     | Warszawa        | Donetsk          |                    |
| Nga              | 3 tháng 6  | 16 tháng 6 | Warszawa               | Warszawa và Wrocław |                 |                  |                    |
| Tây Ban Nha      | 5 tháng 6  | 1 tháng 7  | Gniewino Gần Gdańsk    | Gdańsk              | Donetsk         | Donetsk          | Kyiv               |
| Thụy Điển        | 6 tháng 6  | 19 tháng 6 | Kyiv                   | Kyiv                |                 |                  |                    |
| Ukraina          | 6 tháng 6  | 19 tháng 6 | Kyiv                   | Kyiv và Donetsk     |                 |                  |                    |

- Ba Lan
- Ukraina

## Vòng loại

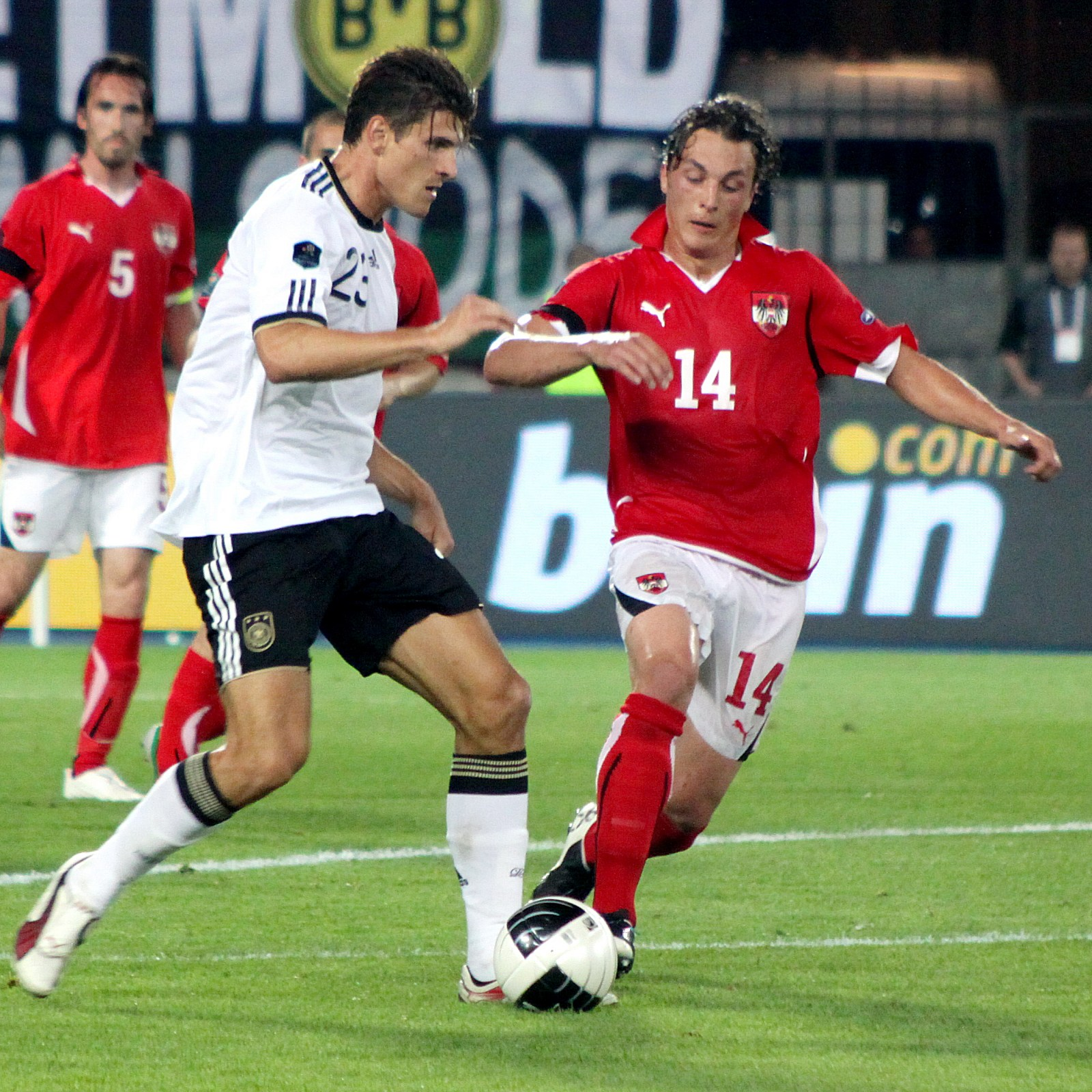
Trận vòng loại giữa Đức và Áo (2–1)

Lễ bốc thăm vòng loại Euro 2012 được tổ chức tại Warszawa vào ngày 7 tháng 2 năm 2010. 51 đội tuyển tham dự cạnh tranh nhau cho 14 suất tham dự vòng chung kết, cùng với đồng chủ nhà Ba Lan và Ukraina. Các đội được chia thành chín bảng, với việc bốc thăm sử dụng hệ số đội tuyển quốc gia mới của UEFA để xác định các đội hạt giống.
Vòng loại khởi tranh từ tháng 8 năm 2010 và kết thúc vào tháng 11 năm 2011. 9 đội đứng đầu các bảng cùng với đội nhì có thành tích tốt nhất sẽ được vào vòng chung kết. 8 đội nhì bảng còn lại sẽ tham dự trận play-off hai lượt đi và về, đội thắng cuộc trong mỗi cặp đấu sẽ giành vé đến Ba Lan và Ukraina.

### Các đội tham dự
Tính từ Euro 1996, có tất cả 16 đội tuyển quốc gia được tham dự vòng chung kết. Tuy vậy, một vài liên đoàn thành viên UEFA bày tỏ mong muốn mở rộng giải đấu lên 24 đội, mặc dù số thành viên UEFA hầu như không thay đổi kể từ lần cuối mở rộng năm 1996 (53 đội vào tháng 4 năm 2006 so với 48 đội tại Euro 1996). Vào tháng 4 năm 2007, Ủy ban điều hành UEFA ra quyết định chính thức bác bỏ việc mở rộng tại Euro 2012.
12 trong 16 đội vào vòng chung kết từng góp mặt tại Euro 2008, trong khi đó đội tuyển Anh và đội tuyển Đan Mạch, đội từng tham dự Euro 2004 đã trở lại sau 8 năm vắng mặt. Đội tuyển Cộng hòa Ireland lần thứ 2 tham dự sau 24 năm vắng mặt. Đương kim vô địch Euro 2008, Tây Ban Nha, trở lại để bảo vệ danh hiệu của họ. Nếu Tây Ban Nha vô địch Euro 2012, họ sẽ trở thành đội bóng châu Âu đầu tiên đoạt 3 danh hiệu lớn (châu lục và thế giới) liên tiếp: Euro 2008, World Cup 2010 và Euro 2012. Tây Ban Nha cũng từng một lần vô địch vào năm 1964, khi họ là nước chủ nhà. Một trong đội đồng chủ nhà, Ukraina, lần đầu tham dự với tư cách là một quốc gia độc lập, dù đã từng vô địch giải đấu này khi còn là một phần của Liên Xô.
16 đội tuyển quốc gia tham dự vòng chung kết Euro 2012:
| Quốc gia         | Tham dự với tư cách    | Ngày lọt vào         | Các lần tham dự trước1                                                            |
| ---------------- | ---------------------- | -------------------- | --------------------------------------------------------------------------------- |
| Ba Lan           | Đồng chủ nhà           | 18 tháng 4 năm 2007  | 1 (2008)                                                                          |
| Ukraina          | Đồng chủ nhà           | 18 tháng 4 năm 2007  | 0 (lần đầu)                                                                       |
| Đức2             | Nhất bảng A            | 2 tháng 9 năm 2011   | 10 (1972, 1976, 1980, 1984, 1988, 1992, 1996, 2000, 2004, 2008)                   |
| Nga3             | Nhất bảng B            | 11 tháng 10 năm 2011 | 9 (1960, 1964, 1968, 1972, 1988 với tư cách là Liên Xô), (1992, 1996, 2004, 2008) |
| Ý                | Nhất bảng C            | 6 tháng 9 năm 2011   | 7 (1968, 1980, 1988, 1996, 2000, 2004, 2008)                                      |
| Pháp             | Nhất bảng D            | 11 tháng 10 năm 2011 | 7 (1960, 1984, 1992, 1996, 2000, 2004, 2008)                                      |
| Hà Lan           | Nhất bảng E            | 6 tháng 9 năm 2011   | 8 (1976, 1980, 1988, 1992, 1996, 2000, 2004, 2008)                                |
| Hy Lạp           | Nhất bảng F            | 11 tháng 10 năm 2011 | 3 (1980, 2004, 2008)                                                              |
| Anh              | Nhất bảng G            | 7 tháng 10 năm 2011  | 7 (1968, 1980, 1988, 1992, 1996, 2000, 2004)                                      |
| Đan Mạch         | Nhất bảng H            | 11 tháng 10 năm 2011 | 7 (1964, 1984, 1988, 1992, 1996, 2000, 2004)                                      |
| Tây Ban Nha      | Nhất bảng I            | 6 tháng 9 năm 2011   | 8 (1964, 1980, 1984, 1988, 1996, 2000, 2004, 2008)                                |
| Thụy Điển        | Nhì bảng xuất sắc nhất | 11 tháng 10 năm 2011 | 4 (1992, 2000, 2004, 2008)                                                        |
| Croatia          | Thắng trận Play-off    | 15 tháng 11 năm 2011 | 3 (1996, 2004, 2008)                                                              |
| Cộng hòa Séc4    | Thắng trận Play-off    | 15 tháng 11 năm 2011 | 7 (1960, 1976, 1980, 1996, 2000, 2004, 2008)                                      |
| Bồ Đào Nha       | Thắng trận Play-off    | 15 tháng 11 năm 2011 | 5 (1984, 1996, 2000, 2004, 2008)                                                  |
| Cộng hòa Ireland | Thắng trận Play-off    | 15 tháng 11 năm 2011 | 1 (1988)                                                                          |

1 In đậm: vô địch năm tham dự. in nghiêng: (đồng) chủ nhà.
2 Từ năm 1972 đến 1988, Đức tham dự vòng chung kết giải vô địch bóng đá châu Âu với tên gọi Tây Đức
3 Từ năm 1960 đến 1988, Nga tham dự vòng chung kết giải vô địch bóng đá châu Âu với tên gọi Liên Xô và năm 1992 với tên gọi Cộng đồng các Quốc gia Độc lập
4 Từ năm 1960 đến 1980, Cộng hòa Séc tham dự vòng chung kết giải vô địch bóng đá châu Âu với tên gọi Tiệp Khắc

## Phân nhóm và bốc thăm chia bảng
Lễ bốc thăm cho vòng chung kết diễn ra vào ngày 2 tháng 12 năm 2011 tại Cung điện Nghệ thuật Ukraina, thành phố Kiev, Ukraina. Buổi lễ kéo dài một giờ được tổ chức bởi Olga Freimut và Piotr Sobczyński, người dẫn chương trình đến từ hai nước chủ nhà.
Giống như vòng chung kết năm 2004 và 2008, 16 đội được chia thành 4 nhóm dựa trên hệ số xếp hạng đội tuyển quốc gia của UEFA. Phân nhóm các quốc gia dựa vào kết quả các trận đấu diễn ra trước ngày 16 tháng 11 năm 2011. Từ đó, hệ số nhóm quốc của 16 đội được tính theo công thức:
- 40% hệ số trong các trận đấu trong vòng loại của Giải vô địch bóng đá châu Âu giai đoạn 2012.
- 40% hệ số trong các trận đấu trong vòng chung kết World Cup 2010.
- 20% hệ số trong các trận đấu vòng loại và vòng chung kết của Giải vô địch bóng đá châu Âu 2008.

Là đồng chủ nhà, Ba Lan và Ukraina được xếp vào nhóm 1 (nhóm hạt giống), cùng với Tây Ban Nha, đương kim vô địch giải đấu và Hà Lan.
Nhóm đội số 2, có các đội Đức, Ý, Anh và Nga. Ở nhóm đội số 3 là Hy Lạp, Bồ Đào Nha, Croatia và Thụy Điển. Nhóm đội số 4 bao gồm Pháp, CH Séc, CH Ireland và Đan Mạch. Cả bốn nhóm đội trước lễ bốc thăm được đánh giá là trình độ không đồng đều giữa các đội trong cùng nhóm.
Có rất nhiều khả năng xảy ra "bảng tử thần" vì Tây Ban Nha và Hà Lan có thể đối mặt Đức, Ý, Anh (nhóm 2), Bồ Đào Nha (nhóm 3) và Pháp (nhóm 4). Dĩ nhiên, người hâm mộ chờ đợi những bảng đấu như thế để VCK Euro 2012 càng đáng được chờ đợi hơn, nhưng hẳn là bản thân các đội lại không muốn.
Trong quá trình bốc thăm, 4 đội trong mỗi bảng đến từ 4 nhóm khác nhau. Việc rút thăm được thực hiện bởi 4 cựu cầu thủ từng là thành viên các đội tuyển vô địch châu Âu: Horst Hrubesch, Marco van Basten, Peter Schmeichel và Zinedine Zidane.
Sau đây là kết quả phân nhóm và bốc thăm chia bảng:
| Nhóm 1                                    | Nhóm 2                | Nhóm 3                                      | Nhóm 4                                              |
| ----------------------------------------- | --------------------- | ------------------------------------------- | --------------------------------------------------- |
| - Ukraina - Ba Lan - Tây Ban Nha - Hà Lan | - Đức - Ý - Anh - Nga | - Croatia - Hy Lạp - Bồ Đào Nha - Thụy Điển | - Đan Mạch - Pháp - Cộng hòa Séc - Cộng hòa Ireland |

## Trọng tài
Ngày 20 tháng 12 năm 2011, UEFA đã lên danh sách 12 trọng tài và 4 trọng tài bàn cho vòng chung kết Euro 2012. Ngày 27 tháng 3 năm 2012, UEFA công bố danh sách 80 trọng tài sẽ được sử dụng tại Euro 2012, bao gồm cả trợ lý trọng tài, trọng tài phụ sau cầu môn, và 4 trọng tài dự bị. Mỗi tổ trọng tài sẽ có năm người đến từ cùng một quốc gia: một trọng tài chính, hai trợ lý trọng tài, và hai trọng tài phụ sau cầu môn. Tất cả các trọng tài chính, trọng tài sau cầu môn, và trọng tài bàn đều là trọng tài cấp FIFA, và các trợ lý trọng tài (kể cả bốn trợ lý dự bị) cũng đều là trợ lý trọng tài cấp FIFA. Ngoài ra, mỗi nhóm trong tài của một nước sẽ có một trợ lý trọng tài dự phòng, người sẽ thay thế đồng nghiệp của mình nếu có yêu cầu được đưa ra trước khi giải đấu bắt đầu. Tính đến thời điểm Euro 2012 khởi tranh, đã có hai sự thay đổi trợ lý với tổ trọng tài của Pháp và Slovenia. Lần đầu tiên tại giải vô địch bóng đá châu Âu, sau khi có sự chấp thuận của IFAB, UEFA sẽ sử dụng hai trợ lý trọng tài đứng sau cầu môn tương tự như các cuộc thử nghiệm từng áp dụng tại UEFA Champions League và UEFA Europa League.
| Quốc gia    | Trọng tài               | Trợ lý trọng tài                                                                    | Trọng tài sau cầu môn                      | Các trận bắt chính                                                                                             |
| ----------- | ----------------------- | ----------------------------------------------------------------------------------- | ------------------------------------------ | --- |
| Anh         | Howard Webb             | Michael Mullarkey Peter Kirkup Stephen Child (Dự phòng)                             | Martin Atkinson Mark Clattenburg           | Nga - Cộng hòa Séc (Bảng A) Ý - Croatia (Bảng C) Cộng hòa Séc - Bồ Đào Nha (Tứ kết)                            |
| Pháp        | Stéphane Lannoy         | Eric Dansault (Bị thay thế) Frédéric Cano Michaël Annonier (Dự phòng)               | Fredy Fautrel Ruddy Buquet                 | Đức - Bồ Đào Nha (Bảng B) Hy Lạp - Cộng hòa Séc (Bảng A) Đức - Ý (Bán kết)                                     |
| Đức         | Wolfgang Stark          | Jan-Hendrik Salver Mike Pickel Mark Borsch (Dự phòng)                               | Florian Meyer Deniz Aytekin                | Ba Lan - Nga (Bảng A) Croatia - Tây Ban Nha (Bảng C)                                                           |
| Hungary     | Viktor Kassai           | Gábor Erős György Ring Róbert Kispál (Dự phòng)                                     | István Vad Tamás Bognár                    | Tây Ban Nha - Ý (Bảng C) Anh - Ukraina (Bảng D)                                                                |
| Ý           | Nicola Rizzoli          | Renato Faverani Andrea Stefani Luca Maggiani (Dự phòng)                             | Gianluca Rocchi Paolo Tagliavento          | Pháp - Anh (Bảng D) Bồ Đào Nha - Hà Lan (Bảng B) Tây Ban Nha - Pháp (Tứ kết)                                   |
| Hà Lan      | Björn Kuipers           | Sander van Roekel Erwin Zeinstra Norbertus Simons (Dự phòng)                        | Pol van Boekel Richard Liesveld            | Cộng hòa Ireland - Croatia (Bảng C) Ukraina - Pháp (Bảng D)                                                    |
| Bồ Đào Nha  | Pedro Proença           | Bertino Miranda Ricardo Santos Tiago Trigo (Dự phòng)                               | Jorge Sousa Duarte Gomes                   | Tây Ban Nha - Cộng hòa Ireland (Bảng C) Thụy Điển - Pháp (Bảng D) Anh - Ý (Tứ kết) Tây Ban Nha – Ý (Chung kết) |
| Scotland    | Craig Thomson           | Alasdair Ross Derek Rose Graham Chambers (Dự phòng)                                 | William Collum Euan Norris                 | Đan Mạch - Bồ Đào Nha (Bảng B) Cộng hòa Séc - Ba Lan (Bảng A)                                                  |
| Slovenia    | Damir Skomina           | Primož Arhar Marko Stančin (Bị thay thế) Matej Žunič (Dự phòng)                     | Matej Jug Slavko Vinčič                    | Hà Lan - Đan Mạch (Bảng B) Thụy Điển - Anh (Bảng D) Đức - Hy Lạp (Tứ kết)                                      |
| Tây Ban Nha | Carlos Velasco Carballo | Roberto Alonso Fernández Juan Carlos Yuste Jiménez Jesús Calvo Guadamuro (Dự phòng) | David Fernández Borbalán Carlos Clos Gómez | Ba Lan - Hy Lạp (Bảng A) Đan Mạch - Đức (Bảng B)                                                               |
| Thụy Điển   | Jonas Eriksson          | Stefan Wittberg Mathias Klasenius Fredrik Nilsson (Dự phòng)                        | Markus Strömbergsson Stefan Johannesson    | Hà Lan - Đức (Bảng B) Hy Lạp - Nga (Bảng A)                                                                    |
| Thổ Nhĩ Kỳ  | Cüneyt Çakır            | Bahattin Duran Tarık Ongun Mustafa Emre Eyisoy (Dự phòng)                           | Hüseyin Göçek Bülent Yıldırım              | Ukraina - Thụy Điển (Bảng D) Ý - Cộng hòa Ireland (Bảng C) Bồ Đào Nha - Tây Ban Nha (Bán kết)                  |

- Trọng tài bắt chính trận chung kết.

| Quốc gia     | Trọng tài bàn    |
| ------------ | ---------------- |
| Cộng hòa Séc | Pavel Královec   |
| Na Uy        | Tom Harald Hagen |
| Ba Lan       | Marcin Borski    |
| Ukraina      | Viktor Shvetsov  |

| Quốc gia         | Trợ lý trọng tài dự bị |
| ---------------- | ---------------------- |
| Cộng hòa Ireland | Damien MacGraith       |
| Ba Lan           | Marcin Borski          |
| Slovakia         | Roman Slyško           |
| Ukraina          | Oleksandr Voytyuk      |

## Vòng bảng
Hai đội đầu bảng lọt vào tứ kết.
Thời gian được liệt kê là giờ địa phương, UTC+2 tại Ba Lan và UTC+3 tại Ukraina.
Tiêu chí xếp hạng
Nếu hai hoặc nhiều đội bằng điểm sau vòng bảng, các tiêu chí sau sẽ được áp dụng để xếp hạng. Tiêu chí xếp trên được áp dụng trước.
1. Giành nhiều điểm hơn trong các trận đối đầu trực tiếp
2. Hiệu số bàn thắng cao hơn trong các trận đối đầu trực tiếp (nếu có trên hai đội bằng điểm)
3. Ghi nhiều bàn thắng hơn trong các trận đối đầu trực tiếp (nếu có trên hai đội bằng điểm)
4. Trong trường hợp có trên hai đội bằng điểm, sau khi áp dụng các tiêu chí trên, vẫn có hai đội bằng điểm thi các tiêu chí đó lại áp dụng lần nữa với riêng hai đội. Nếu vẫn chưa quyết định được thì áp dụng các tiêu chí tiếp theo
5. Hiệu số bàn thắng cao hơn trong các trận vòng bảng
6. Ghi nhiều bàn thắng hơn trong các trận vòng bảng
7. Nếu hai đội bóng gặp nhau lượt cuối vòng bảng, sau trận đấu mà có tất cả các tiêu chí trên bằng nhau và chỉ có hai đội đó bằng điểm thì họ sẽ tiến hành sút luân lưu sau trận đấu. Nếu không sẽ áp dụng các tiêu chí tiếp theo.
8. Điểm số trên Bảng xếp hạng các đội tuyển quốc gia châu Âu
9. Hệ số chơi đẹp (fair play) tại vòng bảng
10. Bốc thăm

Chú thích: do điểm số trên Bảng xếp hạng các đội tuyển là khác nhau nên hai tiêu chí cuối cùng sẽ không cần phải sử dụng trong giải này.

### Bảng A

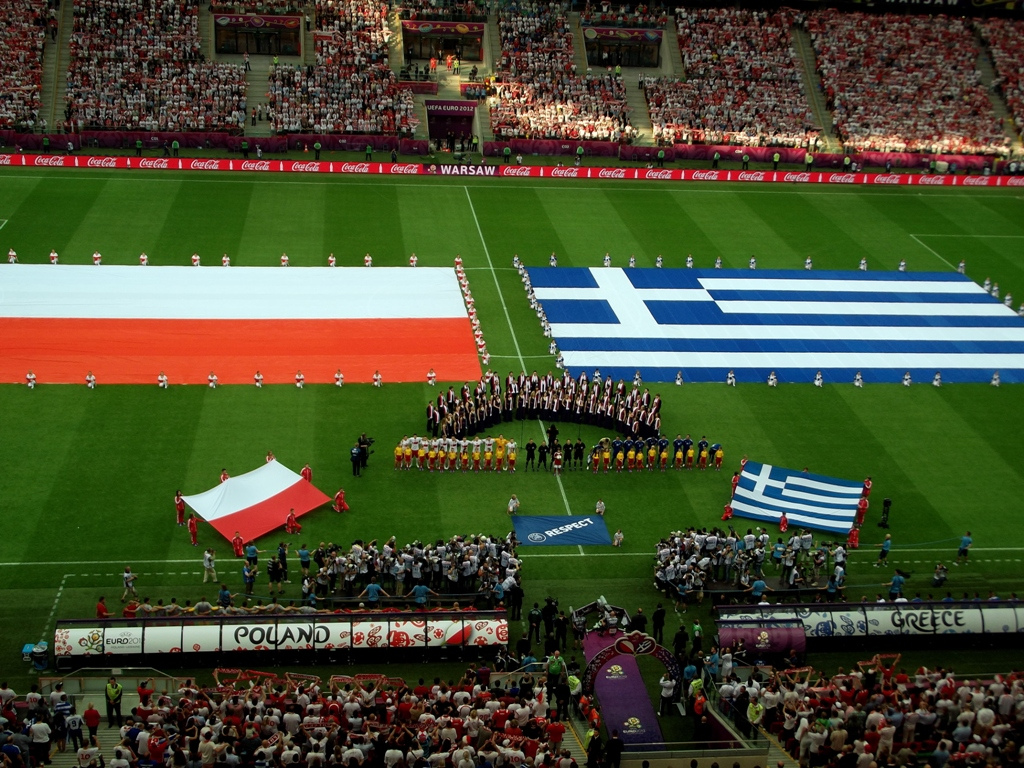
Trận khai mạc giải đấu giữa Ba Lan-Hy Lạp

| Đội          | ST | T | H | B | BT | BB | HS | Đ | Giành quyền tham dự |
| ------------ | -- | - | - | - | -- | -- | -- | - | ------------------- |
| Cộng hòa Séc | 3  | 2 | 0 | 1 | 4  | 5  | −1 | 6 | Tứ kết              |
| Hy Lạp       | 3  | 1 | 1 | 1 | 3  | 3  | 0  | 4 | Tứ kết              |
| Nga          | 3  | 1 | 1 | 1 | 5  | 3  | +2 | 4 |                     |
| Ba Lan (H)   | 3  | 0 | 2 | 1 | 2  | 3  | −1 | 2 |                     |

1. ↑  Cộng hòa Séc là đội bóng đầu tiên vượt qua vòng bảng Euro với hiệu số bàn thắng thua âm[41]
2. 1 2  Kết quả đối đầu: Hy Lạp 1–0 Nga.

| Ba Lan          | 1–1      | Hy Lạp         |
| --------------- | -------- | -------------- |
| Lewandowski 17' | Chi tiết | Salpigidis 51' |

| Nga                                                | 4–1      | Cộng hòa Séc |
| -------------------------------------------------- | -------- | ------------ |
| Dzagoev 15', 79' · Shirokov 24' · Pavlyuchenko 82' | Chi tiết | Pilař 52'    |

| Hy Lạp    | 1–2      | Cộng hòa Séc          |
| --------- | -------- | --------------------- |
| Gekas 53' | Chi tiết | Jiráček 3' · Pilař 6' |

| Ba Lan             | 1–1      | Nga         |
| ------------------ | -------- | ----------- |
| Błaszczykowski 57' | Chi tiết | Dzagoev 37' |

| Cộng hòa Séc | 1–0      | Ba Lan |
| ------------ | -------- | ------ |
| Jiráček 72'  | Chi tiết |        |

| Hy Lạp           | 1–0      | Nga |
| ---------------- | -------- | --- |
| Karagounis 45+2' | Chi tiết |     |

### Bảng B

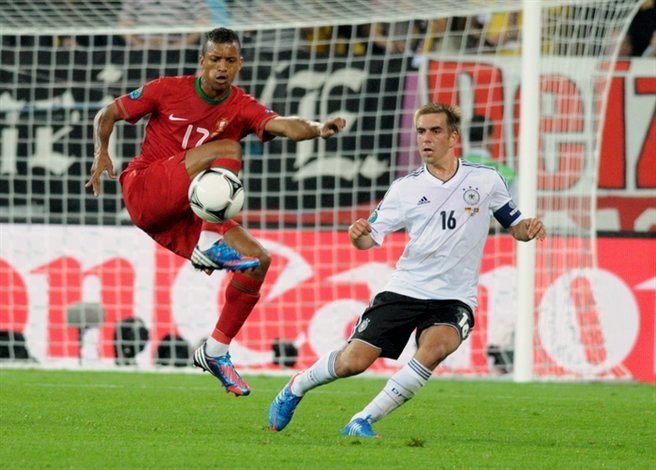
Nani và Philipp Lahm trong trận Đức-Bồ Đào Nha

| Đội        | ST | T | H | B | BT | BB | HS | Đ | Giành quyền tham dự |
| ---------- | -- | - | - | - | -- | -- | -- | - | ------------------- |
| Đức        | 3  | 3 | 0 | 0 | 5  | 2  | +3 | 9 | Tứ kết              |
| Bồ Đào Nha | 3  | 2 | 0 | 1 | 5  | 4  | +1 | 6 | Tứ kết              |
| Đan Mạch   | 3  | 1 | 0 | 2 | 4  | 5  | −1 | 3 |                     |
| Hà Lan     | 3  | 0 | 0 | 3 | 2  | 5  | −3 | 0 |                     |

| Hà Lan | 0–1      | Đan Mạch        |
| ------ | -------- | --------------- |
|        | Chi tiết | Krohn-Dehli 24' |

| Đức       | 1–0      | Bồ Đào Nha |
| --------- | -------- | ---------- |
| Gómez 72' | Chi tiết |            |

| Đan Mạch          | 2–3      | Bồ Đào Nha                          |
| ----------------- | -------- | ----------------------------------- |
| Bendtner 41', 80' | Chi tiết | Pepe 24' · Postiga 36' · Varela 87' |

| Hà Lan         | 1–2      | Đức            |
| -------------- | -------- | -------------- |
| Van Persie 73' | Chi tiết | Gómez 24', 38' |

| Bồ Đào Nha       | 2–1      | Hà Lan            |
| ---------------- | -------- | ----------------- |
| Ronaldo 28', 74' | Chi tiết | Van der Vaart 11' |

| Đan Mạch        | 1–2      | Đức                       |
| --------------- | -------- | ------------------------- |
| Krohn-Dehli 24' | Chi tiết | Podolski 19' · Bender 80' |

### Bảng C

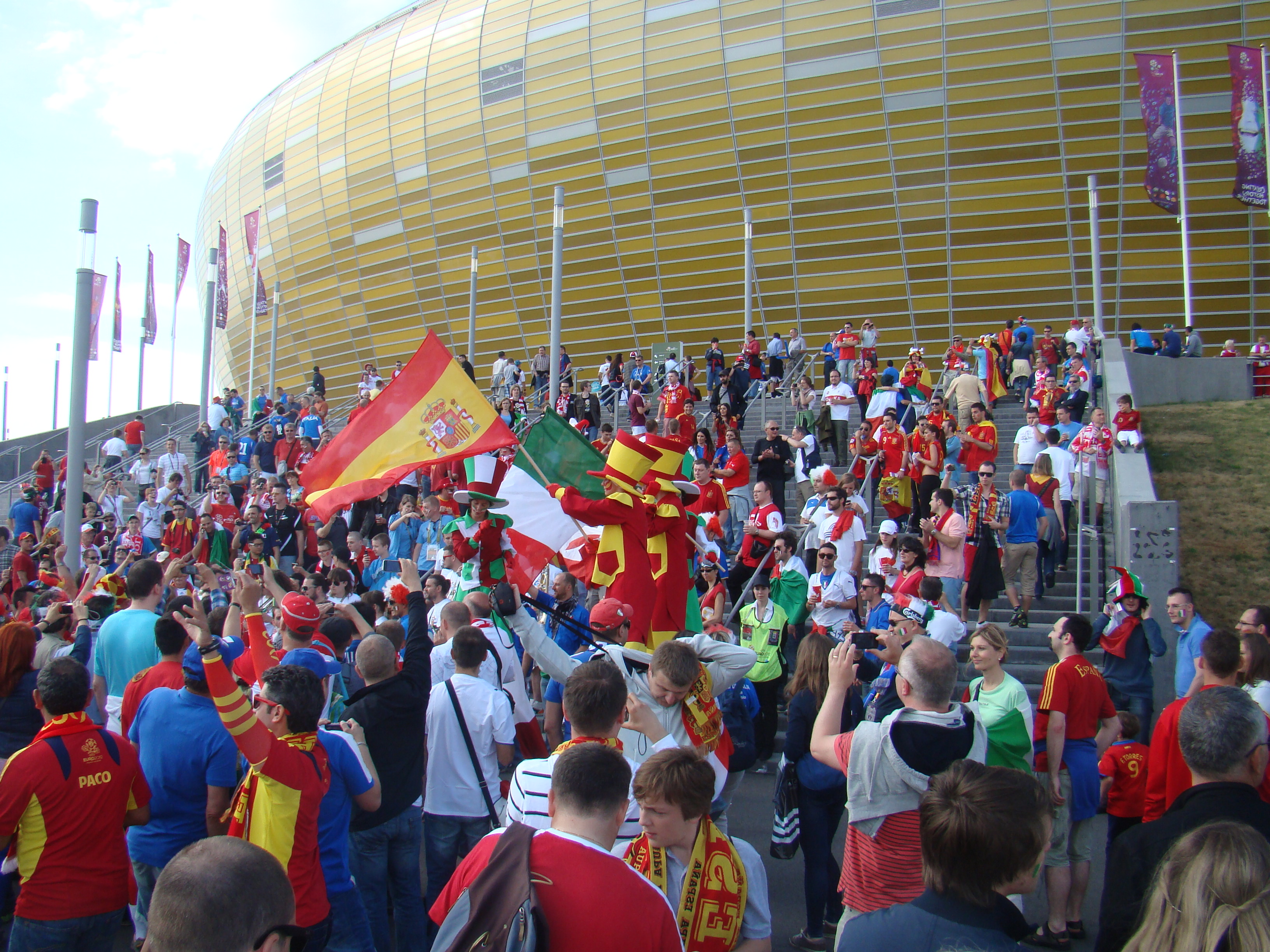
Cổ động viên bên ngoài sân PGE Arena trước trận Tây Ban Nha-Ý

| Đội tuyển        | St | T | H | B | Bt | Bb | Hs | Điểm |
| ---------------- | -- | - | - | - | -- | -- | -- | ---- |
| Tây Ban Nha      | 3  | 2 | 1 | 0 | 6  | 1  | +5 | 7    |
| Ý                | 3  | 1 | 2 | 0 | 4  | 2  | +2 | 5    |
| Croatia          | 3  | 1 | 1 | 1 | 4  | 3  | +1 | 4    |
| Cộng hòa Ireland | 3  | 0 | 0 | 3 | 1  | 9  | −8 | 0    |

| Tây Ban Nha  | 1–1      | Ý             |
| ------------ | -------- | ------------- |
| Fàbregas 64' | Chi tiết | Di Natale 61' |

| Cộng hòa Ireland | 1–3      | Croatia                         |
| ---------------- | -------- | ------------------------------- |
| St Ledger 19'    | Chi tiết | Mandžukić 3', 49' · Jelavić 43' |

| Ý         | 1–1      | Croatia       |
| --------- | -------- | ------------- |
| Pirlo 39' | Chi tiết | Mandžukić 72' |

| Tây Ban Nha                               | 4–0      | Cộng hòa Ireland |
| ----------------------------------------- | -------- | ---------------- |
| Torres 4', 70' · Silva 49' · Fàbregas 83' | Chi tiết |                  |

| Croatia | 0–1      | Tây Ban Nha |
| ------- | -------- | ----------- |
|         | Chi tiết | Navas 88'   |

| Ý                           | 2–0      | Cộng hòa Ireland |
| --------------------------- | -------- | ---------------- |
| Cassano 35' · Balotelli 90' | Chi tiết |                  |

### Bảng D

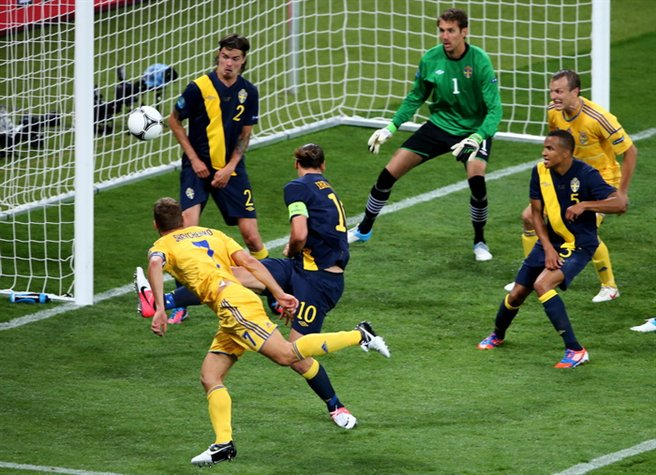
Tiền đạo Andriy Shevchenko ấn định tỉ số 2–1 trong trận Ukraina–Thụy Điển

| Đội tuyển | St | T | H | B | Bt | Bb | Hs | Điểm |
| --------- | -- | - | - | - | -- | -- | -- | ---- |
| Anh       | 3  | 2 | 1 | 0 | 5  | 3  | +2 | 7    |
| Pháp      | 3  | 1 | 1 | 1 | 3  | 3  | 0  | 4    |
| Ukraina   | 3  | 1 | 0 | 2 | 2  | 4  | -2 | 3    |
| Thụy Điển | 3  | 1 | 0 | 2 | 5  | 5  | 0  | 3    |

Ukraina được xếp trên Thụy Điển nhờ thành tích đối đầu tốt hơn (2–1).
| Pháp      | 1–1      | Anh         |
| --------- | -------- | ----------- |
| Nasri 39' | Chi tiết | Lescott 30' |

| Ukraina             | 2–1      | Thụy Điển       |
| ------------------- | -------- | --------------- |
| Shevchenko 55', 62' | Chi tiết | Ibrahimović 52' |

| Ukraina | 0–2      | Pháp                   |
| ------- | -------- | ---------------------- |
|         | Chi tiết | Ménez 53' · Cabaye 56' |

| Thụy Điển                              | 2–3      | Anh                                     |
| -------------------------------------- | -------- | --------------------------------------- |
| Glen Johnson 49' (l.n.) · Mellberg 59' | Chi tiết | Carroll 23' · Walcott 64' · Welbeck 78' |

| Anh        | 1–0      | Ukraina |
| ---------- | -------- | ------- |
| Rooney 48' | Chi tiết |         |

| Thụy Điển                       | 2–0      | Pháp |
| ------------------------------- | -------- | ---- |
| Ibrahimović 54' · Larsson 90+1' | Chi tiết |      |

## Vòng đấu loại trực tiếp

### Sơ đồ tóm tắt[60]
|  | Tứ kết               | Tứ kết              |                      |       | Bán kết | Bán kết |  |  | Chung kết | Chung kết |
|  |                      |                     |                      |       |         |         |  |  |           |           |
|  | 21 tháng 6 – Warsaw  |                     |                      |       |         |         |  |  |           |           |
|  |                      |                     |                      |       |         |         |  |  |           |           |
|  | Cộng hòa Séc         | 0                   |                      |       |         |         |  |  |           |           |
|  | Cộng hòa Séc         | 0                   | 27 tháng 6 – Donetsk |       |         |         |  |  |           |           |
|  | Bồ Đào Nha           | 1                   |                      |       |         |         |  |  |           |           |
|  | Bồ Đào Nha           | 1                   | Bồ Đào Nha           | 0 (2) |         |         |  |  |           |           |
|  | 23 tháng 6 – Donetsk |                     | Bồ Đào Nha           | 0 (2) |         |         |  |  |           |           |
|  |                      |                     | Tây Ban Nha (p)      | 0 (4) |         |         |  |  |           |           |
|  | Tây Ban Nha          | 2                   | Tây Ban Nha (p)      | 0 (4) |         |         |  |  |           |           |
|  | Tây Ban Nha          | 2                   | 1 tháng 7 – Kyiv     |       |         |         |  |  |           |           |
|  | Pháp                 | 0                   |                      |       |         |         |  |  |           |           |
|  | Pháp                 | 0                   | Tây Ban Nha          | 4     |         |         |  |  |           |           |
|  | 22 tháng 6 – Gdańsk  |                     | Tây Ban Nha          | 4     |         |         |  |  |           |           |
|  |                      | Ý                   | 0                    |       |         |         |  |  |           |           |
|  | Đức                  | Ý                   | 0                    | 4     |         |         |  |  |           |           |
|  | Đức                  | 28 tháng 6 – Warsaw |                      | 4     |         |         |  |  |           |           |
|  | Hy Lạp               | 2                   |                      |       |         |         |  |  |           |           |
|  | Hy Lạp               | 2                   | Đức                  | 1     |         |         |  |  |           |           |
|  | 24 tháng 6 – Kyiv    |                     | Đức                  | 1     |         |         |  |  |           |           |
|  |                      |                     | Ý                    | 2     |         |         |  |  |           |           |
|  | Anh                  | 0 (2)               | Ý                    | 2     |         |         |  |  |           |           |
|  | Anh                  | 0 (2)               |                      |       |         |         |  |  |           |           |
|  | Ý (p)                | 0 (4)               |                      |       |         |         |  |  |           |           |
|  | Ý (p)                | 0 (4)               |                      |       |         |         |  |  |           |           |
|  |                      |                     |                      |       |         |         |  |  |           |           |

### Tứ kết
| Cộng hòa Séc | 0–1      | Bồ Đào Nha  |
| ------------ | -------- | ----------- |
|              | Chi tiết | Ronaldo 79' |

| Đức                                           | 4–2      | Hy Lạp                                |
| --------------------------------------------- | -------- | ------------------------------------- |
| Lahm 39' · Khedira 61' · Klose 68' · Reus 74' | Chi tiết | Samaras 55' · Salpingidis 89' (ph.đ.) |

| Tây Ban Nha               | 2–0      | Pháp |
| ------------------------- | -------- | ---- |
| Alonso 19', 90+1' (ph.đ.) | Chi tiết |      |

| Anh                             | 0–0 (s.h.p.) | Ý                                                   |
| ------------------------------- | ------------ | --------------------------------------------------- |
|                                 | Chi tiết     |                                                     |
| Loạt sút luân lưu               |              |                                                     |
| Gerrard · Rooney · Young · Cole | 2–4          | Balotelli · Montolivo · Pirlo · Nocerino · Diamanti |

### Bán kết
| Bồ Đào Nha                     | 0–0 (s.h.p.) | Tây Ban Nha                                 |
| ------------------------------ | ------------ | ------------------------------------------- |
|                                | Chi tiết     |                                             |
| Loạt sút luân lưu              |              |                                             |
| Moutinho · Pepe · Nani · Alves | 2–4          | Alonso · Iniesta · Piqué · Ramos · Fàbregas |

| Đức                | 1–2      | Ý                  |
| ------------------ | -------- | ------------------ |
| Özil 90+2' (ph.đ.) | Chi tiết | Balotelli 20', 36' |

### Chung kết
| Tây Ban Nha                                  | 4–0      | Ý |
| -------------------------------------------- | -------- | - |
| Silva 14' · Alba 41' · Torres 84' · Mata 88' | Chi tiết |   |

## Thống kê

### Bàn thắng
3 bàn
| - Mario Mandžukić - Mario Gómez | - Mario Balotelli - Cristiano Ronaldo | - Alan Dzagoev - Fernando Torres |

2 bàn
| - Petr Jiráček - Václav Pilař - Nicklas Bendtner - Michael Krohn-Dehli | - Dimitris Salpingidis - Xabi Alonso - Cesc Fàbregas | - David Silva - Zlatan Ibrahimović - Andriy Shevchenko |

1 bàn
| - Nikica Jelavić - Andy Carroll - Joleon Lescott - Wayne Rooney - Theo Walcott - Danny Welbeck - Yohan Cabaye - Jérémy Ménez - Samir Nasri - Lars Bender - Sami Khedira - Miroslav Klose - Philipp Lahm | - Mesut Özil - Lukas Podolski - Marco Reus - Theofanis Gekas - Giorgos Karagounis - Georgios Samaras - Sean St Ledger - Antonio Cassano - Antonio Di Natale - Andrea Pirlo - Rafael van der Vaart - Robin van Persie | - Jakub Błaszczykowski - Robert Lewandowski - Pepe - Hélder Postiga - Silvestre Varela - Roman Pavlyuchenko - Roman Shirokov - Jordi Alba - Juan Mata - Jesús Navas - Sebastian Larsson - Olof Mellberg |

phản lưới nhà
- Glen Johnson (trận gặp Thụy Điển)

### Giải thưởng
Cầu thủ xuất sắc nhất
- Andrés Iniesta[68][69]

Đội hình tiêu biểu của UEFA

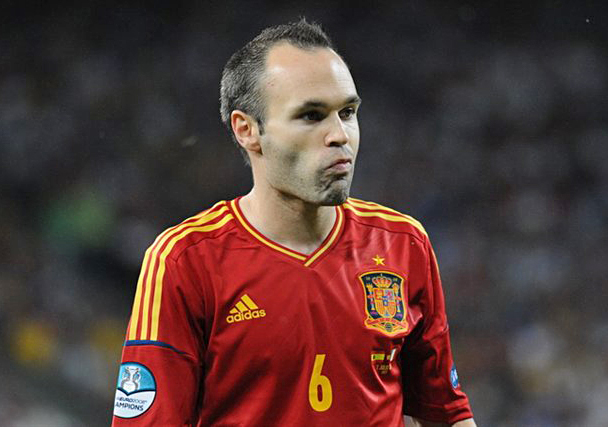
Andrés Iniesta là cầu thủ xuất sắc nhất Euro 2012.

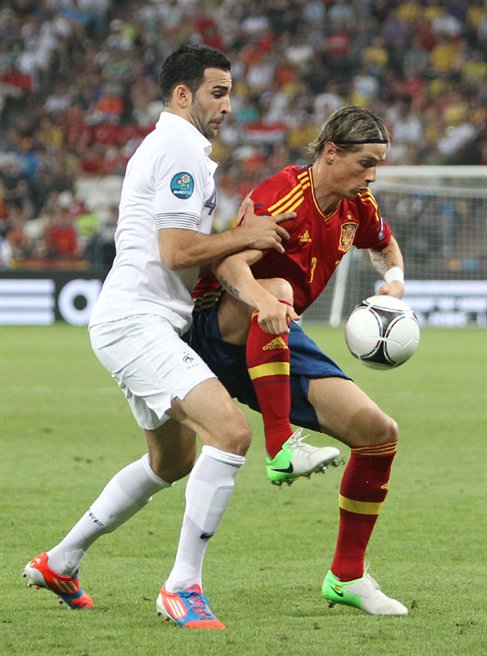
Fernando Torres (áo đỏ), Vua phá lưới vòng chung kết Euro 2012.

Ủy ban kỹ thuật UEFA được giao nhiệm vụ lên danh sách 23 cầu thủ xuất sắc nhất trong suốt giải đấu. Một nhóm gồm 11 chuyên gia phân tích sẽ theo dõi từng trận đấu tại giải trước khi đưa ra quyết định của họ sau trận chung kết. 10 cầu thủ của nhà vô địch Tây Ban Nha đã được góp mặt trong đội hình tiêu biểu, trong khi Zlatan Ibrahimović là cầu thủ duy nhất trong danh sách tới từ một đội bị loại ở vòng bảng.
| Thủ môn                                     | Hậu vệ                                                                | Tiền vệ | Tiền đạo                                                                       |
| ------------------------------------------- | --------------------------------------------------------------------- | --- | ------------------------------------------------------------------------------ |
| Gianluigi Buffon Iker Casillas Manuel Neuer | Jordi Alba Fábio Coentrão Philipp Lahm Pepe Gerard Piqué Sergio Ramos | Xabi Alonso Sergio Busquets Steven Gerrard Andrés Iniesta Sami Khedira Mesut Özil Andrea Pirlo Daniele De Rossi Xavi | Mario Balotelli Cesc Fàbregas Zlatan Ibrahimović Cristiano Ronaldo David Silva |

Chiếc giày vàng
| Danh sách cầu thủ ghi nhiều bàn nhất tại Euro 2012 | Danh sách cầu thủ ghi nhiều bàn nhất tại Euro 2012 | Danh sách cầu thủ ghi nhiều bàn nhất tại Euro 2012 | Danh sách cầu thủ ghi nhiều bàn nhất tại Euro 2012 | Danh sách cầu thủ ghi nhiều bàn nhất tại Euro 2012 |
|                                                    | Cầu thủ                                            | Bàn thắng                                          | Kiến tạo                                           | Phút thi đấu                                       |
| -------------------------------------------------- | -------------------------------------------------- | -------------------------------------------------- | -------------------------------------------------- | -------------------------------------------------- |
| 1                                                  | Fernando Torres                                    | 3                                                  | 1                                                  | 189                                                |
| 2                                                  | Mario Gomez                                        | 3                                                  | 1                                                  | 282                                                |
| 3                                                  | Alan Dzagoev                                       | 3                                                  | 0                                                  | 253                                                |
| 4                                                  | Mario Mandžukić                                    | 3                                                  | 0                                                  | 270                                                |
| 5                                                  | Mario Balotelli                                    | 3                                                  | 0                                                  | 421                                                |
| 6                                                  | Cristiano Ronaldo                                  | 3                                                  | 0                                                  | 480                                                |

Trong trường hợp số bàn thắng bằng nhau, Chiếc giày vàng sẽ được trao cho cầu thủ kiến tạo nhiều nhất. Nếu số lần kiến tạo vẫn bằng nhau, cầu thủ có thời gian thi đấu ít nhất tại giải sẽ giành danh hiệu. Fernando Torres mặc dù cùng có 3 bàn thắng như 5 cầu thủ khác và cũng có một lần kiến tạo như Mario Gómez song anh vẫn giành danh hiệu vua phá lưới nhờ thi đấu ít hơn Gómez. Torres đồng thời cũng trở thành cầu thủ đầu tiên ghi bàn trong hai trận chung kết Euro. Tuyển thủ Hà Lan, Klaas-Jan Huntelaar là cầu thủ ghi nhiều bàn nhất tại Euro 2012 (tính cả vòng loại) với 12 bàn thắng.

### Tiền thưởng
| Thứ hạng | Đội tuyển                | Tiền thưởng (Tr.€) |
| -------- | ------------------------ | ------------------ |
| 1        | Tây Ban Nha              | 23,0               |
| 2        | Ý                        | 19,5               |
| 3        | Đức                      | 16,0               |
| 4        | Bồ Đào Nha               | 15,0               |
| 5        | Anh                      | 12,5               |
| 6        | Cộng hòa Séc             | 12,0               |
| 7        | Pháp, Hy Lạp             | 11,5               |
| 9        | Croatia, Nga             | 10,5               |
| 11       | Đan Mạch, Ukraina        | 10,0               |
| 13       | Ba Lan, Thụy Điển        | 9,0                |
| 15       | Hà Lan, Cộng hòa Ireland | 8,0                |

Tổng cộng có tất cả 196 triệu € tiền thưởng sẽ được trao cho 16 đội tham dự Euro 2012, cao hơn so với 184 triệu € tiền thưởng tại giải đấu trước. Mỗi đội tuyển tham dự vòng chung kết sẽ được nhận 8 triệu € và sau đó nhận thêm khoản tiền khác dựa trên kết quả thi đấu của họ. Tây Ban Nha, đội vô địch Euro 2012, được trao thưởng tổng cộng 23 triệu € cho thành tích mà họ đạt được. Tiền thưởng tối đa cho một đội (nếu thắng tất cả các trận vòng bảng và trận chung kết) là 23,5 triệu €.
Cơ chế giải thưởng như sau:
- Vô địch: 7,5 triệu €
- Á quân: 4,5 triệu €
- Bán kết: 3 triệu €
- Tứ kết: 2 triệu €
- Đứng thứ 3 vòng bảng: 1 triệu €
- Thắng một trận vòng bảng: 1 triệu €
- Hòa một trận vòng bảng: 0,5 triệu €

Ngoài tiền thưởng, một bức phù điêu kỉ niệm được trao cho tất cả các đội tham dự vòng chung kết cùng với đó là bức phù điêu đặc biệt cho đội thua trận bán kết và chung kết.
Huy chương vàng và bạc được trao cho đội vô địch và á quân trong khi cả hai đội thua trận bán kết được trao huy chương đồng. Chiếc cúp vô địch vẫn thuộc quyền sở hữu của UEFA; tuy vậy, đội vô địch sẽ được nhận một bản sao đầy đủ kích thước để giữ làm kỉ niệm.

### Thẻ phạt
Tại vòng chung kết, cầu thủ bị treo giò trận kế tiếp nếu bị phạt thẻ đỏ hoặc nhận đủ hai thẻ vàng ở hai trận khác nhau. Ủy ban kiểm soát và kỉ luật UEFA có quyền tăng số trận treo giò cho một cầu thủ nếu anh ta vi phạm các lỗi nghiêm trọng (như có hành vi bạo lực). Cầu thủ nhận một thẻ vàng sẽ được xóa sau khi kết thúc vòng tứ kết, và không bị tính tại vòng bán kết (do đó cầu thủ chỉ bị treo giò trận chung kết nếu nhận thẻ đỏ trong trận bán kết). Thẻ vàng cảnh cáo và số trận cấm thi đấu do tích lũy đủ thẻ vàng không được tính vào các trận đấu tại vòng loại World Cup 2014. Tại Euro 2012, các cầu thủ sau bị treo giò một hay nhiều trận do dính thẻ đỏ hoặc nhận đủ số thẻ vàng:
| Cầu thủ                   | Thẻ phạt                                              | Treo giò                                         | Ghi chú                                                          |
| ------------------------- | ----------------------------------------------------- | ------------------------------------------------ | ---------------------------------------------------------------- |
| Wayne Rooney              | trận gặp Montenegro, vòng loại Euro                   | Trận gặp Pháp, bảng D Trận gặp Thụy Điển, bảng D | Cấm thi đấu do nhận thẻ đỏ trận cuối bảng G, vòng loại Euro 2012 |
| Sokratis Papastathopoulos | trận gặp Ba Lan, bảng A                               | Trận gặp Cộng hòa Séc, bảng A                    |                                                                  |
| Wojciech Szczęsny         | trận gặp Hy Lạp, bảng A                               | Trận gặp Nga, bảng A                             |                                                                  |
| Jérôme Boateng            | trận gặp Bồ Đào Nha, bảng B · trận gặp Hà Lan, bảng B | Trận gặp Đan Mạch, bảng B                        |                                                                  |
| Giorgos Karagounis        | trận gặp Ba Lan, bảng A · trận gặp Nga, bảng A        | Trận gặp Đức, tứ kết                             |                                                                  |
| José Holebas              | trận gặp Ba Lan, bảng A · trận gặp Nga, bảng A        | Trận gặp Đức, tứ kết                             |                                                                  |
| Keith Andrews             | trận gặp Ý, bảng C                                    | Trận gặp Kazakhstan, vòng loại World Cup         |                                                                  |
| Philippe Mexès            | trận gặp Ukraina, bảng D · trận gặp Thụy Điển, bảng D | Trận gặp Tây Ban Nha, tứ kết                     |                                                                  |
| Christian Maggio          | trận gặp Tây Ban Nha, bảng C · trận gặp Anh, tứ kết   | Trận gặp Đức, bán kết                            |                                                                  |

Cùng với các biện pháp kỉ luật đối với thẻ vàng và thẻ đỏ, UEFA còn phạt Liên đoàn bóng đá Nga 120.000 €, 30.000 €, và 35.000 € (3 sự cố riêng biệt); Liên đoàn bóng đá Đức 10.000 €; Liên đoàn bóng đá Croatia 25.000 € và 80.000 € (2 sự cố riêng biệt); và Liên đoàn bóng đá Anh 5.000 € vì các sự cố khán giả. Ngoài 120.000 € tiền phạt mà liên đoàn bóng đá Nga phải gánh chịu do các sự cố khán giả, UEFA còn trừ Nga 6 điểm tại vòng loại Euro 2016. Bên cạnh đó, Liên đoàn bóng đá Bồ Đào Nha cũng bị phạt 5.000 € sau khi các cầu thủ của họ làm chậm trễ thời gian bắt đầu hiệp hai trận gặp Đức. Tiền đạo người Đan Mạch, Nicklas Bendtner bị phạt 100.000 € và cấm thi đấu một trận (áp dụng tại vòng loại World Cup 2014) vì đã ăn mừng bàn thắng bằng cách để lộ ra chiếc quần lót có in tên nhà tài trợ "Paddy Power"(trang web cá độ bóng đá) trước ống kính truyền hình.

### Phạt đền

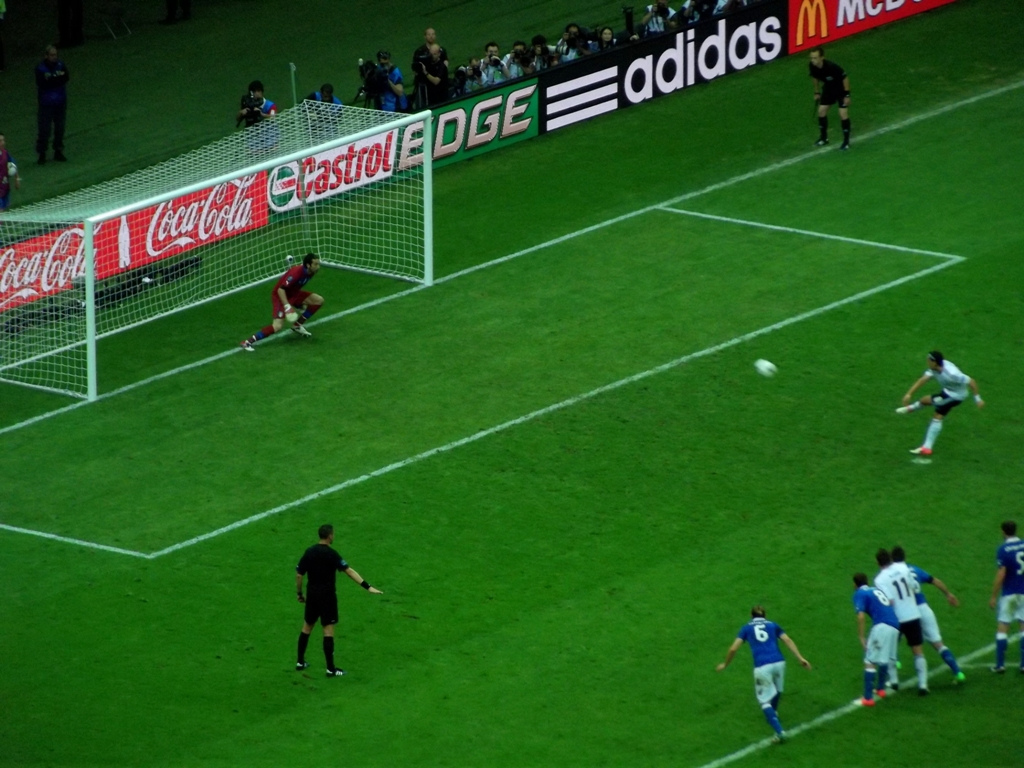
Mesut Özil thực hiện quả penalty.

Không tính đến các loạt sút luân lưu, đã có 4 quả penalty được thổi phạt tại Euro 2012. Trong đó chỉ có cầu thủ Giorgos Karagounis của đội Hy Lạp đá hỏng.
Thành công
- Dimitris Salpingidis trong trận Đức - Hy Lạp
- Xabi Alonso trong trận Tây Ban Nha - Pháp
- Mesut Özil trong trận Đức - Ý

Thất bại
- Giorgos Karagounis trong trận Ba Lan - Hy Lạp

### Bảng xếp hạng giải đấu
| R                   | Đội              | G | Pld | W | D | L | GF | GA | GD  | Pts |
| ------------------- | ---------------- | - | --- | - | - | - | -- | -- | --- | --- |
| 1                   | Tây Ban Nha      | C | 6   | 4 | 2 | 0 | 12 | 1  | +11 | 14  |
| 2                   | Ý                | C | 6   | 2 | 3 | 1 | 8  | 9  | -1  | 9   |
| Bị loại ở bán kết   |                  |   |     |   |   |   |    |    |     |     |
| 3                   | Đức              | B | 5   | 4 | 0 | 1 | 10 | 6  | +4  | 12  |
| 4                   | Bồ Đào Nha       | B | 5   | 3 | 1 | 1 | 6  | 4  | +2  | 10  |
| Bị loại ở tứ kết    |                  |   |     |   |   |   |    |    |     |     |
| 5                   | Anh              | D | 4   | 2 | 2 | 0 | 5  | 3  | +2  | 8   |
| 6                   | Cộng hòa Séc     | A | 4   | 2 | 0 | 2 | 4  | 6  | −2  | 6   |
| 7                   | Hy Lạp           | A | 4   | 1 | 1 | 2 | 5  | 7  | −2  | 4   |
| 8                   | Pháp             | D | 4   | 1 | 1 | 2 | 3  | 5  | −2  | 4   |
| Bị loại ở vòng bảng |                  |   |     |   |   |   |    |    |     |     |
| 9                   | Nga              | A | 3   | 1 | 1 | 1 | 5  | 3  | +2  | 4   |
| 10                  | Croatia          | C | 3   | 1 | 1 | 1 | 4  | 3  | +1  | 4   |
| 11                  | Thụy Điển        | D | 3   | 1 | 0 | 2 | 5  | 5  | 0   | 3   |
| 12                  | Đan Mạch         | B | 3   | 1 | 0 | 2 | 4  | 5  | −1  | 3   |
| 13                  | Ukraina          | D | 3   | 1 | 0 | 2 | 2  | 4  | −2  | 3   |
| 14                  | Ba Lan           | A | 3   | 0 | 2 | 1 | 2  | 3  | −1  | 2   |
| 15                  | Hà Lan           | B | 3   | 0 | 0 | 3 | 2  | 5  | −3  | 0   |
| 16                  | Cộng hòa Ireland | C | 3   | 0 | 0 | 3 | 1  | 9  | −8  | 0   |

## Biểu tượng

### Logo và Khẩu hiệu
Khẩu hiệu của Euro 2012, Cùng nhau làm nên lịch sử (tiếng Ba Lan: Razem tworzymy przyszłość, tiếng Ukraina: Творимо історію разом / Tvorymo istoriyu razom), đã được công bố cùng với logo giải đấu. Khẩu hiệu cũng phản ánh thực tế rằng Ba Lan và Ukraina từng là một quốc gia thống nhất trong quá khứ và nay tượng trưng cho tham vọng tổ chức một giải đấu tốt nhất trong lịch sử Euro của hai quốc gia đông Âu.
Logo chính thức của giải được công bố trong một sự kiện đặc biệt tại quảng trường Mykhailivska, Kiev, vào ngày 14 tháng 12 năm 2009. Hình ảnh logo được lấy từ loại hình nghệ thuật cắt giấy truyền thống Wycinanki hay Vytynanky ở các vùng nông thôn Ba Lan và Ukraina. Loại hình nghệ thuật này tượng trưng cho bản sắc của hai nước đồng chủ nhà. Như là một phần của sự kiện, Các công trình kiến trúc tại 8 thành phố đăng cai đã được chiếu sáng với logo của giải đấu.

### Bóng thi đấu
Adidas Tango 12 là trái bóng được sử dụng chính thức tại Euro 2012. Được sản xuất dựa trên cảm hứng từ nguyên mẫu là quả bóng Tango từng được sử dụng ở World Cup, Euro và Champions League những năm đầu 1980, Tango 12 được tạo nên bởi những miếng ghép liên kết bằng nhiệt để đảm bảo đường bay mang tính chính xác và ổn định. Bên cạnh đó, bên dưới quả bóng được bọc một lớp nhằm ngăn thấm nước giúp dễ dàng rê dắt và kiểm soát hơn so với trái bóng Jabulani được sử dụng tại World Cup 2010. Bên ngoài, trái bóng được thiết kế với những đường viền nổi bật lấy cảm hứng từ quốc kỳ của hai nước chủ nhà Ba Lan và Ukraina.

Cặp song sinh Slavek & Slavko

### Linh vật
Slavek và Slavko là linh vật chính thức của Euro 2012. Họ là một cặp song sinh và đại diện cho các cầu thủ Ba Lan và Ukraina trong màu áo tương ứng với màu quốc kỳ của hai nước. Bộ đôi linh vật được công bố vào tháng 12 năm 2010. Tương tự như cặp song sinh Trix và Flix tại Euro 2008, hai cái tên Slavek và Slavko được lựa chọn qua một cuộc bỏ phiếu trên website, vượt qua những cái tên khác như "Siemko và Strimko", "Klemek và Ladko". Slavek và Slavko được thiết kế bởi hãng Warner Bros.

### Cúp
Chiếc cúp Henri Delaunay bắt đầu hành trình đi qua các thành phố đăng cai 7 tuần trước khi giải khởi tranh. 100 ngày trước trận đấu đầu tiên, một quả kinh khí cầu cao 35,5 m trong hình dạng chiếc cúp đã được thả tại Nyon, Thụy Sĩ và sẽ ghé thăm 14 thành phố trên khắp hai nước chủ nhà, nhắc nhở khán giả của giải đấu sắp diễn ra. Bắt đầu từ ngày 20 tháng 4 năm 2012, chiếc cúp sẽ tới các thành phố Warszawa, Wrocław, Gdańsk, Poznań, Kraków, Katowice và Łódź. Sau đó là 7 thành phố Ukraina: Kiev, Ivano-Frankivsk, Kharkiv, Donetsk, Dnipropetrovsk, Lviv và Odesa.

### Âm nhạc
Bài hát chính thức của Euro 2012 là Endless Summer (Mùa hè Bất tận) được trình bày bởi ca sĩ Oceana. Ngoài ra, UEFA đã giữ lại những giai điệu được sáng tác bởi Rollo Armstrong (thành viên nhóm nhạc Faithless) để đại diện cho giải đấu năm 2008.
Bài hát chính thức của Ba Lan cho giải đấu là Koko Euro Spoko được biểu diễn bởi nhóm nhạc đồng quê Jarzębina. Cộng hòa Ireland cũng sáng tác một bài hát mang tên The Rocky Road to Poland được thu âm bởi nhiều nghệ sĩ Ireland và đã dẫn đầu bảng xếp hạng đĩa đơn của Ireland.

## Lo ngại và tranh cãi
Sau khi Ba Lan và Ukraina được Ủy ban điều hành UEFA bỏ phiếu lựa chọn làm chủ nhà Euro 2012, đã có một số vấn đề phát sinh làm ảnh hưởng đến hình ảnh của hai nước chủ nhà.
Trong khi ở Ukraina, cuộc khủng hoảng tài chính đã gây nên những khó khăn cho việc nâng cấp cơ sở vật chất và sân vận động thì tại Ba Lan lại nảy sinh các vấn đề tham nhũng trong liên đoàn bóng đá Ba Lan. Tuy vậy vào tháng 4 năm 2009, chủ tịch UEFA, Michel Platini đã thông báo rằng tất cả mọi việc vẫn trong tầm kiểm soát và ông không thấy bất cứ vấn đề lớn nào. Sau khi một phái đoàn của UEFA đến thăm Ukraina vào tháng 9 năm 2011, ông tuyên bố rằng đất nước này "gần như đã sẵn sàng cho Euro 2012".

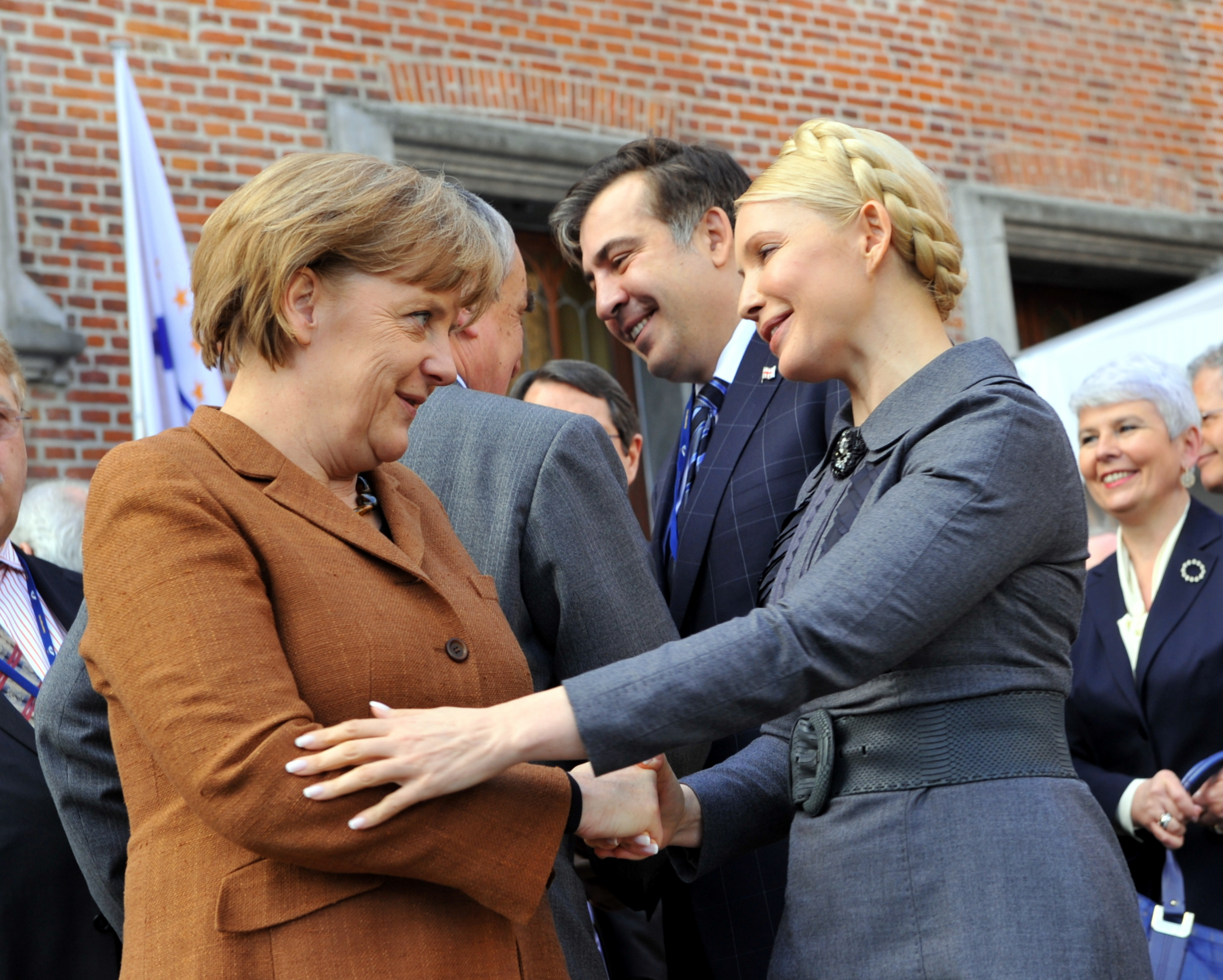
Tymoshenko và Angela Merkel tại Hội nghị Đảng Nhân dân châu Âu (EPP) tháng 3 năm 2011

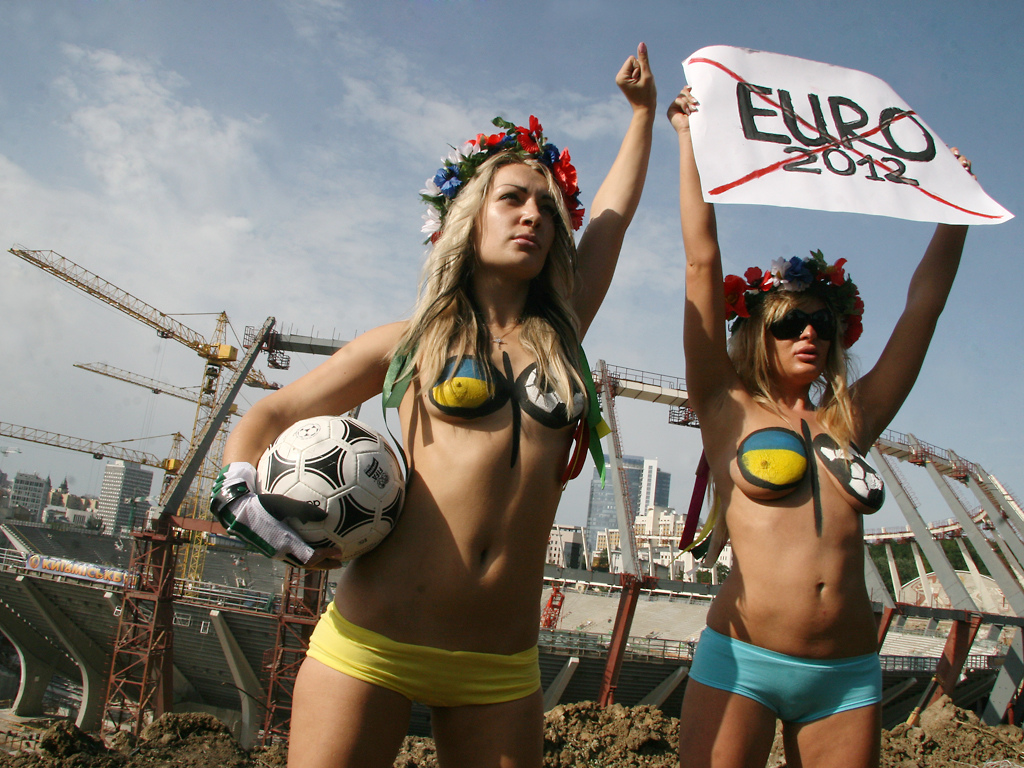
Nhóm FEMEN biểu tình chống Euro 2012 tại Ukraina.

Sau những báo cáo về tình trạng bị ngược đãi và cuộc tuyệt thực của Yulia Volodymyrivna Tymoshenko từ ngày 20 tháng 4 năm 2012 trong một nhà tù Ukraina đã có những lời kêu gọi tẩy chay, không tham dự giải đấu này tại Ukraina, như là từ chủ tịch Ủy ban châu Âu, José Manuel Barroso. Tuy nhiên chính Tymoshenko đã kêu gọi nên tiếp tục cuộc tranh tài và không nên tẩy chay. Thủ tướng Áo, Werner Faymann, đã công bố rằng các quan chức chính phủ Áo sẽ không tham dự giải đấu như là một "tín hiệu phản đối chính trị". Một số quan chức Bỉ và Đức cũng tuyên bố không tham gia. Đảng đối lập tại Ba Lan cũng ủng hộ sự tẩy chay để mong chính quyền Ukraina thay đổi quyết định về Tymoshenko. Lãnh đạo câu lạc bộ bóng đá Đức Bayern München đã kêu gọi các chủ tịch của UEFA lên án chế độ độc tài của Ukraina và lãnh đạo câu lạc bộ Borussia Dortmund cũng tuyên bố sẽ không đến tham dự giải đấu này, tuy nhiên, một số cán bộ thể thao Đức lại cho rằng tẩy chay sẽ không có nhiều hiệu quả và giải đấu nên tiếp tục.
Đặc biệt tại Anh, đã có những cáo buộc phân biệt chủng tộc trong bóng đá ở Ukraina và Ba Lan mà nguyên nhân bắt nguồn từ một phóng sự của BBC, có tựa đề Euro 2012: Sân vận động của sự hận thù, trong đó có những cảnh quay các cổ động viên hô vang khẩu hiệu "Bài Do Thái", giơ tay chào kiểu Đức Quốc xã và giả tiếng khỉ nhằm vào những cầu thủ da đen đang thi đấu dưới sân. Cuối cùng, bộ phim tài liệu khép lại bằng hình ảnh một nhóm sinh viên Ấn Độ bị bạo hành ở sân vận động Metalist, Kharkiv, Ukraina. Bộ phim ban đầu được nhiều tờ báo Anh đăng tải lại, nhưng sau đó nó lại bị các phương tiện truyền thông khác của Anh, các nhà hoạt động chống phân biệt chủng tộc, lãnh đạo cộng đồng người da đen và Do Thái tại Ba Lan, các chính trị gia, nhà báo Ba Lan, Ukraina và cựu danh thủ Gary Lineker chỉ trích là một chiều và vô đạo đức.
Ukraina còn bị các tổ chức bảo vệ động vật lên án do đã giết hại chó mèo hoang để chuẩn bị cho Euro 2012. Bộ Tài nguyên và Sinh thái và Bộ trưởng Môi trường Ukraina sau đó đã cam kết sẽ có biện pháp ngăn chặn việc sát hại động vật, tuy vậy vẫn không rõ các biện pháp này được thực thi như thế nào.
Bên cạnh đó là những vấn đề khác có thể đe dọa đến công tác tổ chức giải đấu như vụ nổ bom tại Dnipropetrovsk, Ukraina vào ngày 27 tháng 4 năm 2012 được mô tả như là một vụ tấn công khủng bố. Các cuộc biểu tình của nhóm FEMEN chống nạn mại dâm ở Ukraina, và việc giá thuê phòng khách sạn tăng cao tại quốc gia này.
Tổng cộng có 4 quốc gia bị UEFA xử phạt do cổ động viên của họ có hành vi phân biệt chủng tộc là Đức, Tây Ban Nha, Croatia và Nga. Trong trận Croatia thắng Ireland 3-1, một lá cờ Đức Quốc xã đã được truyền qua lại trên một góc khán đài của các cổ động viên Ireland. Ngay sau đó, thủ tướng Ba Lan Donald Tusk đã ra thông điệp khẳng định không chấp nhận những kẻ cực đoan trong thời gian Euro 2012 và yêu cầu các lực lượng an ninh của Ba Lan siết chặt vòng kiểm soát an ninh để những hành động như ở trận Croatia – Ireland trên không còn tái diễn.

## Khác

### Phát hành vé
Vé xem Euro 2012 được thiết kế bởi một cô gái người Ukraina tên Darynka Kovtun và được bán trực tiếp thông qua website UEFA, hoặc được phân phối bởi liên đoàn 16 nước vào vòng chung kết. 1,4 triệu tấm vé cho 31 trận đấu bắt đầu được bán trong tháng 3 năm 2011. Hơn 12 triệu đơn đăng ký mua đã được gửi đến, tăng 17% so với vòng chung kết năm 2008 và là kỉ lục của giải vô địch bóng đá châu Âu. Do số lượng đăng ký quá lớn, việc quay số đã thực hiện để phân bổ vé.
Giá vé dao động từ 30€ (25£) (cho một chỗ ngồi phía sau cầu môn ở trận vòng bảng) tới 600€ (513£) (cho một chỗ ngồi ở khán đài chính trong trận chung kết). Ngoài vé xem từng trận đấu, cổ động viên có thể mua vé trọn gói để xem tất cả các trận của một đội hoặc tất cả các trận tại một sân vận động.
Vào tháng 5 năm 2012, UEFA bắt đầu gửi vé đến người hâm mộ đặt mua và cũng ngay lập tức bán vé bổ sung trên website. Đến đầu tháng 6, trong khi vé ở Ba Lan đã bán hết thì vẫn còn gần 10.000 vé tồn đọng ở Ukraina. Tổng kết sau giải đấu, 100% số lượng vé đã được bán hết nhưng trên các khán đài vẫn còn tình trạng ghế trống.

### Cơ sở hạ tầng
Trong quá trình chuẩn bị cho Euro 2012, hệ thống giao thông tại Ba Lan và Ukraina đã được nâng cấp và mở rộng để đối phó với lượng người hâm mộ lớn đổ về. 1.4 triệu vé cho các trận đấu đã được bán, và hơn 20,000 người được dự báo sẽ vượt qua biên giới Ba Lan-Ukraina mỗi ngày trong suốt giải đấu.
UEFA đã yêu cầu hai nước chủ nhà cải tạo cơ sở hạ tầng của họ – Đường cao tốc, Nhà ga và Cảng hàng không – xung quanh các thành phố tổ chức.
Chi phí cho các dự án cơ sở hạ tầng là rất đáng kể. Tại Ba Lan, tổng chi phí của các công trình trọng điểm được dự báo sẽ vượt quá 18 tỷ €. Tổng thống Viktor Yanukovych khẳng định rằng Ukraina đã chi gần 3,3 tỷ € vào hạ tầng cơ sở.

### Tưởng nhớ nạn nhân diệt chủng
Các đoàn đại biểu bao gồm Đức, Ý, Hà Lan và Anh, sẽ viếng thăm Trại tập trung Auschwitz trước khi Euro 2012 khởi tranh, để tưởng nhớ đến các nạn nhân người Ba Lan và Do Thái bị sát hại. Auschwitz là trại lớn nhất trong mạng lưới các trại tập trung được Đức Quốc xã xây dựng và điều hành trong Chiến tranh thế giới thứ hai.

### Tài trợ
UEFA đã thông báo tên mười nhà tài trợ chính của giải, cùng với đó là 6 nhà tài trợ riêng của Ba Lan và Ukraina. Nguồn thu từ các khoản tài trợ kể trên cùng với doanh thu từ truyền hình ước tính đem lại cho UEFA ít nhất 1,6 tỉ $ sau khi giải đấu kết thúc.
| Nhà tài trợ chính | Tài trợ sự kiện                                                           | Tài trợ sự kiện                      |
| Nhà tài trợ chính | Ukraina                                                                   | Ba Lan                               |
| --- | ------------------------------------------------------------------------- | ------------------------------------ |
| \| - Adidas - Canon[150] - Castrol - Coca-Cola[151] - Continental[152] - SHARP[153] \| - Orange và Telekomunikacja Polska[154] - Hyundai–Kia[155] - Carlsberg[156] - McDonald's[157] \| | - Ukrtelecom - Epicenter - Ukrsotsbank PJSC                               | - E. Wedel - Bank Pekao - MasterCard |
| - Adidas - Canon - Castrol - Coca-Cola - Continental - SHARP | - Orange và Telekomunikacja Polska - Hyundai–Kia - Carlsberg - McDonald's |                                      |